# Самоодбрана
Самоодбрана је процес одбране самог себе сопственом снагом од одређене опасности. Обично се спроводи физички у ситуацијама опасним по живот појединца. Употреба права на самоодбрану као правног оправдања за употребу силе у временима опасности доступна је у многим јурисдикцијама. Многе борилачке вештине практикују се за самоодбрану или укључују њене технике.